# Australobolbus loweri laratinus
Australobolbus loweri laratinus es una subespecie de coleóptero de la familia Geotrupidae.

## Distribución geográfica
Habita en Australia y Nueva Guinea.